# Andrzej Wojtyła
Andrzej Franciszek Wojtyła (ur. 1 maja 1955 w Kaliszu) – polski lekarz, pediatra i polityk, profesor nauk medycznych i nauk o zdrowiu. W latach 1992–1993 minister zdrowia i opieki społecznej, w latach 2005–2006 wiceminister zdrowia, w latach 2006–2010 główny inspektor sanitarny, poseł na Sejm I, III i IV kadencji, senator IX kadencji, od 2018 rektor Uniwersytetu Kaliskiego im. Prezydenta Stanisława Wojciechowskiego.

## Życiorys

### Wykształcenie
W 1974 złożył egzamin dojrzałości w I Liceum Ogólnokształcącym im. Adama Asnyka w Kaliszu. Studia na Wydziale Lekarskim Akademii Medycznej w Poznaniu ukończył w 1980. W 1990 uzyskał specjalizację drugiego stopnia z pediatrii w Centrum Medycznym Kształcenia Podyplomowego w Warszawie. W 1995 uzyskał certyfikat z międzynarodowych stosunków zdrowotnych na George Washington University, a w 1996 certyfikat z administracji ochrony zdrowia na Georgetown University w Waszyngtonie. W 2004 ukończył specjalizację z zakresu zdrowia publicznego w Centrum Egzaminów Medycznych w Łodzi.
W 2005 uzyskał stopień naukowy doktora nauk medycznych na podstawie rozprawy pt. Wykorzystanie doświadczeń amerykańskich w zakresie kontroli wydatków zdrowotnych w reformach ochrony zdrowia w Polsce napisanej pod kierunkiem Alfreda Owoca. W 2014 habilitował się z tej dziedziny na Uniwersytecie Medycznym im. Karola Marcinkowskiego w Poznaniu. W 2024 otrzymał tytuł profesora nauk medycznych i nauk o zdrowiu w dyscyplinie nauki o zdrowiu.

### Działalność zawodowa i polityczna
W 1980 wstąpił do NSZZ „Solidarność” i NSZZ „Solidarność” Rolników Indywidualnych. W latach 1980–1992 pracował w Szpitalu Miejskim w Pleszewie jako stażysta, młodszy asystent, asystent i starszy asystent. Od 1984 do 1992 pełnił funkcję kierownika Wiejskiego Ośrodka Zdrowia w Jastrzębnikach. Od 1994 do 1996 wykładał jako profesor wizytujący na Georgetown University. Był sekretarzem generalnym Światowej Organizacji Medycyny Wsi. Należał do komitetu naukowego kwartalnika „International Journal of Rural Health”.
W latach 1990–1992 był członkiem zarządu krajowego PSL „Solidarność”, następnie do 1997 zasiadał we władzach krajowych tej partii (wówczas Stronnictwa Ludowo-Chrześcijańskiego). Od 1997 należał do Stronnictwa Konserwatywno-Ludowego, zaś od 2002 do rozwiązania (2003) był członkiem SKL – Ruchu Nowej Polski. W 2014 przystąpił do Polski Razem, a w 2017 wraz z nią do Porozumienia (zasiadając w jego zarządzie krajowym). W 2021 przeszedł do Partii Republikańskiej (zasiadł w jej radzie krajowej).
W latach 1991–1993 i 1997–2005 zasiadał w Sejmie I, III i IV kadencji. Pełnił funkcję wiceprzewodniczącego Komisji Zdrowia. Był wybierany kolejno z listy Porozumienia Ludowego (1991), Akcji Wyborczej Solidarność (1997) i Platformy Obywatelskiej (2001) w okręgach kaliskich: nr 14 i nr 36. Nie uzyskał mandatu w wyborach w 1993.
W lipcu 1992 objął funkcję ministra zdrowia i opieki społecznej w rządzie Hanny Suchockiej, którą pełnił do października 1993.
W 2005 z własnego komitetu bez powodzenia kandydował do Senatu. Od listopada 2005 do września 2006 zajmował stanowisko podsekretarza stanu w Ministerstwie Zdrowia. W maju 2006 objął stanowisko głównego inspektora sanitarnego. W 2010 wygrał konkurs na dyrektora Instytutu Medycyny Wsi w Lublinie, którym kierował do 2014. W kwietniu 2015 został dyrektorem sanepidu w Kaliszu. W tym samym roku z ramienia Prawa i Sprawiedliwości wystartował do Senatu (jako przedstawiciel Polski Razem). Uzyskał mandat senatora IX kadencji, otrzymując 43 068 głosów. W 2019 nie uzyskał senackiej reelekcji. W 2023 ponownie był kandydatem PiS na senatora.
W 2018 i w 2022 był wybierany na rektora Państwowej Wyższej Szkoły Zawodowej im. Prezydenta Stanisława Wojciechowskiego w Kaliszu (w 2020 przemianowanej na Akademię Kaliską). Jako rektor podjął działania na rzecz przekształcenia tej uczelni w Uniwersytet Kaliski, ustawa w tym przedmiocie została przyjęta w 2023. W trakcie jego urzędowania uczelnia otrzymała też pozwolenie na uruchomienie w roku akademickim 2023/2024 jednolitych studiów magisterskich na kierunku lekarskim. W 2024 wybrany na rektora uniwersytetu na kolejną kadencję.

## Odznaczenia i wyróżnienia
- Krzyż Oficerski Orderu Odrodzenia Polski – 2024[19]
- Złoty Krzyż Zasługi – 2010[20]
- Odznaka Honorowa Miasta Kalisza – 2018[21]
- tytuł honorowego obywatela Kalisza – 2023[22]